# ده غرديان (همبرات)
ده غردیان (بالفارسية: ده گردیان) هي قرية تقع في إيران في قسم همبرات الريفي. يقدر عدد سكانها بـ 13 نسمة .